# 김사영 (일진회)
김사영(金士永, ? ~ ?)은 대한제국 말기에 일진회 회원으로 활동했던 인물로, 호는 겸암(謙庵)이다.

## 생애
1904년 송병준과 이용구가 결성한 친일단체 일진회의 평의원이 되었고, 1907년에는 일진회 평안북도 지부회장을 맡았다.
일진회의 총무국 간사, 총무원 등을 지내며 한일 병합 조약 체결을 청원하는 합방청원운동을 주도했다. 1910년 한일 병합 후에 목적을 달성한 일진회가 해산될 때 일본 정부로부터 해산금을 나누어 받았는데, 회장, 부회장, 평의장, 간사에 이어 5위에 해당되는 액수인 600원을 수령했다. 1934년 흑룡회가 도쿄에 세운 일한합방기념탑에 이름이 기록되어 있다.
한일 병합 후에는 이용구가 창설한 신흥 종교 시천교에서 활동했다. 1913년 관도사(觀道師)를 맡은 것을 시작으로 1916년 종무장에 올랐고, 1935년에는 대도사(大道師)가 되었다.

## 사후
- 2008년 발표된 민족문제연구소의 친일인명사전 수록예정자 명단 친일단체 부문과 2006년 친일반민족행위진상규명위원회가 조사 발표한 친일반민족행위 106인 명단에 포함되었다.

## 같이 보기
- 일진회
- 시천교

## 참고 자료
- 친일반민족행위진상규명위원회 (2006년 12월). 〈김사영〉 (PDF). 《2006년도 조사보고서 II - 친일반민족행위결정이유서》. 서울. 629~633쪽쪽. 발간등록번호 11-1560010-0000002-10. 2007년 10월 8일에 원본 문서 (PDF)에서 보존된 문서. 2007년 8월 16일에 확인함.